# Denys Delâge
Denys Delâge est un sociologue, historien et professeur québécois né en 1942. Il se distingue par ses recherches sur l'histoire des Premières Nations et de la colonisation en Amérique du Nord. Denys Delâge est membre de la Société des Dix depuis 2004.